# 팀 폴렌티
팀 제임스 폴렌티(Timothy James Pawlenty, 1960년 11월 27일 ~ )는 미국의 정치인으로 제39대 미네소타주 주지사이다.

## 학력
- 미네소타 대학교 인문사회 학사
- 미네소타 대학교 법무박사

## 경력
- 2015.11 ~ 2019.01 제78·79·80·81·82대 미네소타 하원의원
- 2003.01 ~ 2011.01 제39대 미네소타 주지사
- 2006.07 ~ 2007.07 전국 주지사 연합 부의장
- 2007.07 ~ 2008.07 전국 주지사 연합 의장

## 역대 선거 결과
| 선거명      | 직책명                          | 대수 | 정당   | 득표율  | 득표수      | 결과 | 당락                 |
| ----------- | ------------------------------- | ---- | ------ | ------- | ----------- | ---- | -------------------- |
| 1992년 선거 | 하원의원 (미네소타 제38B선거구) | 78대 | 공화당 | 51.57%  | 9,610표     | 1위  | 미네소테 주의원 당선 |
| 1994년 선거 | 하원의원 (미네소타 제38B선거구) | 79대 | 공화당 | 100.00% | 12,172표    | 1위  | 미네소테 주의원 당선 |
| 1996년 선거 | 하원의원 (미네소타 제38B선거구) | 80대 | 공화당 | 100.00% | 14,747표    | 1위  | 미네소테 주의원 당선 |
| 1998년 선거 | 하원의원 (미네소타 제38B선거구) | 81대 | 공화당 | 68.09%  | 12,198표    | 1위  | 미네소테 주의원 당선 |
| 2000년 선거 | 하원의원 (미네소타 제38B선거구) | 82대 | 공화당 | 65.56%  | 13,779표    | 1위  | 미네소테 주의원 당선 |
| 2002년 선거 | 미네소타 주지사                 | 39대 | 공화당 | 44.37%  | 999,473표   | 1위  | 미네소타 주지사 당선 |
| 2006년 선거 | 미네소타 주지사                 | 39대 | 공화당 | 46.69%  | 1,028,568표 | 1위  | 미네소타 주지사 당선 |